# Bangana
Bangana is een geslacht van straalvinnige vissen uit de familie van karpers (Cyprinidae).

## Soorten
- Bangana almorae (Chaudhuri, 1912)
- Bangana ariza (Hamilton, 1807)
- Bangana behri (Fowler, 1937)
- Bangana brevirostris Liu & Zhou, 2009
- Bangana decora (Peters, 1881)
- Bangana dero (Hamilton, 1822)
- Bangana devdevi (Hora, 1936)
- Bangana diplostoma (Heckel, 1838)
- Bangana discognathoides (Nichols & Pope, 1927)
- Bangana elegans Kottelat, 1998
- Bangana gedrosicus (Zugmayer, 1912)
- Bangana horai (Bănărescu, 1986)
- Bangana lemassoni (Pellegrin & Chevey, 1936)
- Bangana lippus (Fowler, 1936)
- Bangana musaei Kottelat & Steiner, 2011
- Bangana pierrei (Sauvage, 1880)
- Bangana rendahli (Kimura, 1934)
- Bangana sinkleri (Fowler, 1934)
- Bangana tonkinensis (Pellegrin & Chevey, 1934)
- Bangana tungting (Nichols, 1925)
- Bangana wui (Zheng & Chen, 1983)
- Bangana xanthogenys (Pellegrin & Chevey, 1936)
- Bangana yunnanensis (Wu, Lin, Chen, Chen & He, 1977)
- Bangana zhui (Zheng & Chen, 1989)